# استان کرجالی
کرجالی (به بلغاری: Кърджалийска област، انگلیسی: Kardzhali Province) نام یکی از استان‌های کشور بلغارستان است.
اکثریت جمعیت این استان ترک هستند.